# كيفن سالفادوري
كيفن سالفادوري (بالإنجليزية: Kevin Salvadori) مواليد 30 ديسمبر 1970 في ويلينغ، هو لاعب كرة سلة أمريكي معتزل. حمل الرقم 32. يبلغ طوله 7 قدم 0 بوصة (2.1 م). لعب مع سكرامنتو كينغز في الدوري الأمريكي لكرة السلة للمحترفين وسبيرو شارلوروا في الدوري البلجيكي لكرة السلة الدرجة الأولى.

## روابط خارجية
- كيفن سالفادوري على موقع إن بي أي (الإنجليزية)
- كيفن سالفادوري على موقع سبورتس رفرنس (الإنجليزية)
- كيفن سالفادوري على موقع كرة السلة الأوروبية.كوم (الإنجليزية)
- كيفن سالفادوري على موقع كلية كرة السلة في سبورتس رفرنس.كوم (الإنجليزية)
- كيفن سالفادوري على موقع ريلجم (الإنجليزية)
- كيفن سالفادوري على موقع بروبوليرز (الإنجليزية)
- كيفن سالفادوري على موقع سبورتس رفرنس (الإنجليزية)